# Кіхелах
Кі́хелах  (їд. קיכאלעך) — національне пісочне печиво євреїв-ашкеназі. Має ромбоподібну або квадратну форму. Належить до східних солодощів.

## Види
- Кіхелах ванільний' — посипаний цукром. Вологість 9 %[1][6].
- Еєр кіхелах — змазаний яєчним жовтком[3]. Вологість 8–10 %. Еєр-кіхелах і кіхелах ванільний[5] виготовлялися в СРСР промисловим способом[1].
- Кіхелах — з корицею та родзинками[4].